# 大友花恋
大友 花恋（おおとも かれん、1999年〈平成11年〉10月9日 - ）は、日本の女優、ファッションモデル、タレント。
群馬県高崎市出身。研音所属。

## 略歴
雑誌の読者モデルに自ら応募。小学6年生の時に｢もっとやりたい！｣と母に相談する。母が探してくれたオーディションを1度きりという約束で受けたところ見事合格し、研音に入る。
2012年、ドラマ『結婚同窓会 〜SEASIDE LOVE〜』（フジテレビ）に出演し女優デビュー。その後、ドラマ『悪夢ちゃん』（日本テレビ）で地上波連続ドラマ初出演を果たした。
2013年、ドラマ『幽かな彼女』（関西テレビ）『夫のカノジョ』（TBSテレビ）に出演するなど、女優としての活動の幅を広げる。
雑誌『Seventeen』の専属モデルオーディション「ミスセブンティーン2013」で、応募総数6,478通の中から田辺桃子と共にグランプリを受賞し、専属モデルになる。
2014年、Suzuの曲「step by step」でプロモーション・ビデオに初出演。5月に公開の映画『悪夢ちゃん The 夢ovie』に出演し、スクリーンデビュー。
2015年5月3日、映画『案山子とラケット 〜亜季と珠子の夏休み〜』で、初主演を果たした。同年7月27日、7月期『恋仲』で第2話からレギュラー出演し、フジテレビ「月9」に初出演。
2016年11月10日、第95回全国高等学校サッカー選手権大会の第12代目応援マネージャーに就任。
オフィシャルブログ「かれんな花」が「BLOG of the year 2016」で優秀賞（オフィシャル部門）を受賞。
2019年3月12日配信開始の『いつか、眠りにつく日』（フジテレビオンデマンド）で連続ドラマに初主演。
2021年8月1日発売の『Seventeen』9月号と、8月18日にオンラインで開催された「Seventeen夏の学園祭2021」をもって同誌専属モデルを卒業。8年間専属モデルを務めたのは歴代専属モデルで最長だった。
2024年6月4日に行われた「ディズニー・オン・アイスFind Your GIFT」の記者発表会で2024年スペシャルサポーターを務めた。
2024年9月から集英社のファッション雑誌「MORE」専属モデルとなる。
2024年12月に集英社の「集英社オレンジ文庫10周年記念アンバサダー」を務める。
2025年1月20日に集英社の雑誌『Seventeen』で2年に渡り書き留めた自身初の著書で、フォト&ストーリー『ハナコイノベル。』（集英社オレンジ文庫）を発売した。

## 人物
- 身長162cm[3]。
- チャームポイントは広いおでこ。
- 趣味は読書、特技は書道[3]、作文[6]。自身のInstagramアカウントでは「#ハナコイ図書室」のハッシュタグをつけておすすめの本を紹介している[21]。また『新米姉妹のふたりごはん』（テレビ東京）に出演して以降は料理にもはまっている[22]。書道は5段[23]。
- 同事務所の水谷果穂と特に親交が深く、水谷がドラマ『凪のお暇』（TBSテレビ）に出演した際には役作りの相談を受けていた[24]。また同時期にSeventeenモデルを務めた同学年の永野芽郁、横田真悠とも親交が深く、「かれまゆめい」と呼ばれている[25]。
- Seventeen公式YouTube動画では、好きな食べ物として納豆とチーズケーキを挙げている[23]。また、同動画では、自身のWikipediaについて人物の項目に2つしか記載がなかったことに「衝撃を受けていた」との記載を求めるなど、少し落胆した様子を見せていた[26]。
- 3人きょうだいの長女（第一子）で、弟と妹がいる。またミルキーというウサギ（オス）を飼っている[6]。
- 中学時代は自ら立候補して学級委員を務めていた[6]。
- Seventeenでは「ハナコイノベル」という単著の連載をもっており、自作の短編小説を執筆している[27]。
- 好きな男性のタイプについては、「何事にも一生懸命な人がいいです。全力で何かに取り組んでいる人を見ると、気持ちがいいですし、こっちもそうなりたいなって思います。例えば、誰かに何かを頼まれて、それに全力を尽くせる人も素敵だなと思います。」と自身のインタビューで語っている[28]。

## 出演
主演は役名を太字表記

### テレビドラマ
- 結婚同窓会 〜SEASIDE LOVE〜（2012年7月13日 - 8月17日、フジテレビTWO） - 夏目蓮花（中学時代） 役[注 3]
- 悪夢ちゃん（2012年10月13日 - 12月22日、日本テレビ） - 近藤七海 役
  - 悪夢ちゃんスペシャル（2014年5月2日）
- 幽かな彼女（2013年4月9日 - 6月18日、関西テレビ） - 広田かすみ（中学時代） 役[29]
- 放課後グルーヴ（2013年4月22日 - 6月24日、TBS） - 北野二葉 役
- 夫のカノジョ（2013年10月24日 - 12月12日、TBS） - 小松原実花 役
- なぜ家族は消されたのか?心を操る恐怖のサイコパス〜成海朔の挑戦II〜（2015年7月1日、日本テレビ） - 園田玲奈 役
- 恋仲 第2話 - 第9話（2015年7月27日 - 9月14日、フジテレビ） - 山城心音 役[9]
- お迎えデス。（2016年4月23日 - 6月18日、日本テレビ） - 堤さやか 役[30]
- こえ恋（2016年7月8日 - 10月1日、テレビ東京） - 西園あき 役 [31]
- あなたのことはそれほど 第5話・第7話（2017年5月16日・30日、TBS） - 有島佳奈 役
- &美少女 NEXT GIRL meets Tokyo 第5話（2017年5月25日、フジテレビ / 11月8日、BSフジ） - 鈴木美穂 役[注 4]
- 屋根裏の恋人（2017年6月3日 - 7月22日、東海テレビ） - 西條帆花 役
- ほんとにあった怖い話（フジテレビ）
  - 夏の特別編2017「お墓はどこでしょうか」（2017年8月19日） - ヒロイン・長峰美優 役
  - 夏の特別編2022「非常通報」（2022年8月20日） - ヒロイン・如月美沙 役[32][33]
- 名刺ゲーム（2017年12月2日 - 23日、WOWOW） - ヒロイン・神田美奈 役
- 電影少女 -VIDEO GIRL AI 2018- 第4話 - 第8話・第12話（2018年2月3日 - 3月3日・31日、テレビ東京） - 大宮リカ 役[34]
  - 特別編（2019年1月19日）[35]
- ミューブ♪〜秘密の歌園〜（2018年4月17日 - 6月19日、メ〜テレ） - 溝渕裕子（ブッチ） 役[36][37]
- チア☆ダン（2018年7月13日 - 9月14日、TBS） - 榎木妙子 役[38]
- あなたの番です（2019年4月14日 - 9月8日、日本テレビ） - 妹尾あいり 役[39]
  - 劇場版公開記念!「あなたの番です」完全新撮スペシャル!（2021年12月10日）
- いつか、眠りにつく日（2019年7月16日〈15日深夜〉 - 8月20日〈19日深夜〉、フジテレビ） - 森野螢 役[注 5]
- 新米姉妹のふたりごはん（2019年10月11日〈10日深夜〉 - 12月27日〈26日深夜〉、テレビ東京） - 月城あやり 役[注 6][41]
- 悪魔の手毬唄〜金田一耕助、ふたたび〜（2019年12月21日、フジテレビ） - 仁礼文子 役[42]
- おカネの切れ目が恋のはじまり（2020年9月15日 - 10月6日、TBS） - 牛島瑠璃 役[43]
- 35歳の少女（2020年10月10日 - 12月12日、日本テレビ） - 林田藤子 役[44]
- あのコの夢を見たんです。 第7話「リトルスクールウォーズ」（2020年11月14日、テレビ東京） - ヒロイン・大友花恋 役[45]
- ひとりで飲めるもん！（2021年6月4日 - 7月23日、WOWOW） - 烏丸ゆり 役
- 生きるとか死ぬとか父親とか 第11話（2021年6月19日、テレビ東京） - 北野カオリ（20代） 役
- ハコヅメ〜たたかう!交番女子〜 第1話（2021年7月7日、日本テレビ） - ミーちゃん 役[46]
- 初情事まであと1時間 第8話「鍋の中」（2021年9月10日、毎日放送 / 9月9日、テレビ神奈川 ほか） - 胡桃沢まみ子 役[47]
- 恋です!〜ヤンキー君と白杖ガール〜 第4話 - 第6話（2021年10月27日 - 11月10日、日本テレビ） - 紺野 役[48]
- イマジン～脳がハマるドラマ～「斉藤さんとヒカリちゃん」（2021年12月27日、テレビ朝日） - ヒロイン・井上ひかり 役
- 今どきの若いモンは（2022年4月9日 - 5月28日、WOWOW） - 謎の美女 役
- 金田一少年の事件簿 第1話（2022年4月24日、日本テレビ） - 桜樹るい子 役[49]
- 永遠の昨日（2022年10月21日 - 12月9日、毎日放送） - 鏡屋寿美子 役[50]
- 失恋めし 第5話（2022年12月25日、読売テレビ） - 娘 役[51]
- 正しい恋の始めかた（2023年1月2日、テレビ朝日） - 尾崎真心 役[52]
- ZIP! 朝ドラマ「パパとなっちゃんのお弁当」（2023年1月16日 - 3月17日、日本テレビ） - 遠山桃子 役[53]
- 王様に捧ぐ薬指 第6話（2023年5月23日、TBS） - 春日みなみ 役
- 無用庵隠居修行7（2023年9月28日、BS朝日4K） - 花枝 役[54]
- フィクサー Season3（2023年10月8日 - 11月5日、WOWOW） - 氏原早紀 役[55]
- ハイエナ（2023年10月20日 - 12月8日、テレビ東京） - 三浦遙 役[56]
- 厨房のありす（2024年1月21日 - 3月24日、日本テレビ） - 松浦百花 役[57]
- 三屋清左衛門残日録 第8作（2024年12月8日、日本映画専門チャンネル・時代劇専門チャンネル4K） - 照日乙女 役[58][59][60]
- 最高のオバハン中島ハルコ〜マダム・イン・ちょこっとだけバンコク〜（2025年1月4日 - 3月15日、東海テレビ） - 海野鰯 役[61]
- 119エマージェンシーコール 第6話・最終話（2025年2月24日・3月31日、フジテレビ） - 香田里穂 役[62]

### 映画
- 大人ドロップ（2014年4月4日、東宝） - 入江杏（少女期） 役
- 悪夢ちゃん The 夢ovie（2014年5月3日、東宝） - 近藤七海 役
- 案山子とラケット 〜亜季と珠子の夏休み〜（2015年4月4日、イオンエンターテイメント） - 松丘珠子 役[注 1][63][64]
- リップヴァンウィンクルの花嫁（2016年3月26日、東映） - 安田ゆうか 役[注 7][65]
- 金メダル男（2016年10月22日、博報堂DYミュージック&ピクチャーズ） - 間宮凛子 役
- 君の膵臓をたべたい（2017年7月28日、東宝） - 滝本恭子（学生時代） 役[66]
- あなたの番です 劇場版（2021年12月10日、東宝） - 柿沼あいり 役[67]
- 今はちょっと、ついてないだけ（2022年4月8日、ギャガ）[68]
- 散歩時間〜その日を待ちながら〜（2022年12月9日、ラビットハウス） - ヒロイン・恵紙ゆかり 役[69]
- 爆竜戦隊アバレンジャー 20th 許されざるアバレ（2023年9月1日期間限定公開、東映ビデオ） - 五百田葵 役[70]

### 配信ドラマ
- &美少女 NEXT GIRL meets Tokyo 第5話（2017年5月3日、FOD） - 鈴木美穂 役[71]
- いつか、眠りにつく日（2019年3月12日 - 4月16日、FOD） - 森野蛍 役[13]
- 僕だけが17歳の世界で（2020年2月20日 - 4月2日、AbemaTV） - 野田はるか 役[72]
- 妖怪人間ベラ 〜Episode 0〜（2020年8月13日、Amazon Prime Video ほか） - 大野詩織 役[73]
- マイルノビッチ（2021年2月12日 - 4月2日、Hulu） - 松丸綾乃 役[74]
- クールな先輩とハツコイ模様（2021年11月5日 - 2022年1月7日、Spotify、オーディオドラマ） - 佐々木茉夕 役[75]
- 失恋めし 第5話（2022年1月14日、Amazon Prime Video） - 娘 役[76]
- 星から来たあなた（2022年2月23日、全10話、Amazon Prime Video） - 夏目忍 役[77]
- 正しい恋の始めかた ほろあま? ほろにが? デート編（2022年12月31日、TELASA） - 尾崎真心 役[52]

### 配信番組
- 【制服女子バレンタイン告白vol.1】すすめ!恋する乙女たち。（2014年1月17日、明治）[注 8][78][79]
- 今日、好きになりました。（AbemaTV） - 恋愛見届け人
  - セブ島編（2022年7月25日 - 8月29日）[80]
  - プーケット編（2022年9月5日 - 10月10日）
  - 沖縄編（2022年10月24日 - 11月21日）
  - ダナン編（2022年11月28日 - 12月26日）
  - サムイ島編（2023年1月16日 - 2月13日）
  - 卒業編2023（2023年2月20日 - 3月27日）
  - フーコック編（2023年4月3日 - 5月1日）
  - パタヤ編（2023年5月8日 - 6月5日）
  - チュンムン編（2023年6月12日 - 7月10日）
  - 夏休み編2023（2023年7月17日 - 8月21日）
  - カンヌン編（2023年8月28日 - 10月2日）
  - 台北編（2023年10月16日 - 11月13日）
  - 九龍編（2023年11月20日 - 12月25日）
  - 卒業編2024inプーケット（2024年1月8日 - 2月12日）
  - 卒業編2024inセブ島（2024年2月19日 - 3月25日）
  - ニャチャン編（2024年4月1日 - 29日）
  - プサン編（2024年5月6日 - 6月3日）
  - ホアヒン編（2024年6月10日 - 7月8日）
  - 夏休み編2024（2024年7月22日 - 9月2日）
  - ドンタン編（2024年9月9日 - 10月7日）
  - キョンジュ編（2024年10月21日 - 11月18日）
  - 冬休み編2024（2024年11月25日 - 12月30日）
  - 卒業編2025inソウル（2025年1月6日 - 2月10日)
  - 卒業編2025inシンガポール（2025年2月17日 - 3月24日）
  - ニュージーランド編（2025年4月7日 - 5月5日）
  - マクタン編（2025年5月12日 - 6月9日）
  - ハロン編（2025年6月16日〈予定〉 - ）
- トークサバイバー!〜トークが面白いと生き残れるドラマ〜 シーズン2（2023年10月10日、Netflix） - 看護師 役[81]

### オリジナルビデオ
- 爆竜戦隊アバレンジャー 20th 許されざるアバレ（2024年3月27日、東映ビデオ） - 五百田葵 役

### バラエティ番組
- 痛快TV スカッとジャパン（フジテレビ）
  - 胸キュンスカッと どっちが先に恋人できる?（2016年1月18日） - 松原朋美 役
  - 胸キュンスカッと 消せない想い（2016年4月11日） - 木野江美 役
  - 胸キュンスカッと 夏祭りは好きな人と…（2016年7月24日） - 川口奈々 役[注 9]
  - 学生時代の思いでスカッと 君にエールを…（2016年10月24日） - 甲田佳奈子 役
  - 胸キュンスカッと 恋も部活も全力スマッシュ（2017年4月3日） - 西門彩音 役
  - 胸キュンスカッと 口に出せない想い（2018年11月5日） - 大原真帆 役
  - ウソのようなホントの話スカッと 痴漢冤罪から始まった嘘みたいな恋話（2019年11月18日） - 竹広結菜 役
  - 胸キュンスカッと 私の人生を変えたラストシーン（2022年3月14日） - 入山友里恵 役[82]
- 王様のブランチ（2017年4月1日 - 2021年3月20日・9月11日[注 10] - 、TBS）[84][85]
- 踊る!さんま御殿!!（2019年5月28日・9月3日、日本テレビ）
- THE突破ファイル（日本テレビ）
  - 集団ヒステリー（2019年7月25日） - 沢村愛美 役
  - 陸上自衛隊（2019年11月14日） - 若月3曹 役
- ラヴィット!（2021年8月11日 - 9月29日、TBS） - 水曜レギュラー[86]
- 東大王（2021年9月27日 - 、TBS） - 「ラヴィット!」チームの一員として不定期出演。
- 密着した日は教科書載った日（2021年12月29日、テレビ朝日）
- 発見!タカトシランド（北海道文化放送）
  - 2022年3月11日 - 札幌・澄川エリアでイイとこ探し!
  - 2022年3月18日 - 札幌・羊ヶ丘エリアでいいとこ探し!
  - 2025年2月21日 - 麻生エリアでお宝店を発見! SP
  - 2025年3月7日 - 北大エリアでお宝店を発見! SP
- 上田と女が吠える夜（2022年11月30日・2024年3月13日、日本テレビ）
- ドリフに大挑戦スペシャル（2023年7月17日・2024年1月11日（2024年3月20日放送の『志村けん＆ドリフの爆笑コント祭り』内の未公開コントも含む。）[87]、フジテレビ）
- ダウンタウンDX（2024年4月25日、読売テレビ）

### 情報番組・ナレーション
- 知るしん 信州を知るテレビ（NHK長野総合）
  - 背番号のない夏〜上田西高校・硬式野球部〜（2017年8月4日） - ナレーション[88]
  - 撮るしんスペシャル（2018年12月7日）
- 池上彰のニュースそうだったのか!!（テレビ朝日） - 不定期出演
- 中居正広のキャスターな会 → 中居正広の土曜日な会（2022年9月10日 - 、テレビ朝日） - 不定期出演
- 朝だ!生です旅サラダ（2022年10月26日 - 、ABCテレビ） - 「ロコレコ」リポーター。不定期出演
- スポーツ×ヒューマン「頂点を突け その強き剣で 〜フェンシング・加納虹輝〜」（2024年2月23日、NHK総合） - ナレーション
- 黄昏高原診療所2024（2024年3月26日、NHK BS） - ナレーション

### 舞台
- 大きな虹のあとで〜不動四兄弟〜（2017年8月29日 - 9月3日、ザ・ポケット） - 麻樹 役
- ボーイング・ボーイング（2022年5月14日 - 29日、自由劇場 / 6月3日 - 5日、京都劇場） - ジャネット 役[89]

### ラジオ
- クラスメイトは大友花恋!（2017年4月5日 - 2020年3月25日、文化放送） - レギュラーパーソナリティ
- ハナコイ3（2019年、JFN PARK・AuDee）※全4回[90]
- 大友花恋のハナコイRadio（2023年6月8日 - 、AuDee） - パーソナリティー[91]

### MV
- Suzu
  - 「step by step」（2014年2月12日）[注 8][78]
  - 「you can do it!」（2014年4月2日） - 主演・小野つばさ 役[注 11][92]
  - 「ひかりの方へ」（2014年5月6日） - 主演・小野つばさ 役[注 12][93]
- NICO Touches the Walls「天地ガエシ」（2014年6月11日）[94]
- ナオト・インティライミ「Overflows 〜言葉にできなくて〜」（2016年6月20日） - 押見藍子 役[注 13]
- all at once「12cm」（2020年4月29日）[95]
- THEBACKHORN×住野よる「ハナレバナレ」（2020年12月3日）

### ファッションショー
- GirlsAward
  - GirlsAward 2015 AUTUMN/WINTER（2015年10月24日、国立代々木第一体育館）[96]
  - GirlsAward 2016 AUTUMN/WINTER（2016年10月8日、国立代々木第一体育館）[97]
  - GirlsAward 2017 SPRING/SUMMER（2017年5月3日、国立代々木第一体育館）[98]
  - GirlsAward 2017 AUTUMN/WINTER（2017年9月16日、幕張メッセ）[99]
  - GirlsAward 2018 AUTUMN/WINTER（2018年9月16日、幕張メッセ）[100][101]
  - GirlsAward 2019 SPRING/SUMMER（2019年5月3日、幕張メッセ）[102]
  - GirlsAward 2019 AUTUMN/WINTER（2019年9月28日、幕張メッセ）[103]
  - GirlsAward 2020 SPRING/SUMMER（2020年4月29日、幕張メッセ）[104]
  - Tokyo Virtual Runway Live by GirlsAward vol.1（2020年6月27日、ABEMA独占生配信）[105]
  - Rakuten GirlsAward 2023 AUTUMN/WINTER（2023年9月30日、幕張メッセ）[106]
- 東京ガールズコレクション
  - 2018 SPRING/SUMMER（2019年3月31日、横浜アリーナ）[107]
  - TGC teen 2019 Summer（2019年7月29日、STUDIO COAST）[108]
  - SDGs推進 TGC しずおか 2020 by TOKYO GIRLS COLLECTION（2020年1月11日、ツインメッセ静岡）[109]
- KANSAI COLLECTION 2024 AUTUMN＆WINTER（2024年8月1日、京セラドーム大阪）[110]

### CM
- ブリヂストンサイクル アルベルト[64][111]
  - 「親の責任」篇（2015年1月4日 - ）
  - 「親の想い」（通学）篇（2016年1月4日 - ）
  - 「コンテナ」篇（2017年3月21日 - ）
  - 「通学自転車、始めて乗るなら両輪駆動。出張！電動アシスト体験トラック 学校」篇（2018年1月3日 - ）[112][113]
- グレンジ「ポコロンダンジョンズ」（2016年7月 - 2017年4月）[114]
- 臨海 学習塾 臨海セミナー「わかったフリ許さないガール」（2018年2月 - ）[115]
  - 「わかったフリ バンコク」篇
  - 「わかったフリ ピカソ」篇
- 資生堂 アネッサ×Seventeen 大友花恋の「SUNGENIC REPORT」（2018年2月28日 - ）
- 日本放送協会「NHK前橋放送局 フレッシャーズキャンペーン」[116]
- ベネフィット・ワン「ベネワン・プラットフォーム」（2022年6月26日 - ）
- 日清食品 カップヌードル「カプヌたべる当たる 篇」（2022年9月16日 - ）
- 住信SBIネット銀行「なんでなの? ATM手数料無料」篇（2024年12月2日 - ）[117]

### 広告・広報
- ハルタ HARUTA IMAGE GIRL 2014（2013年12月 - 2014年11月） - イメージキャラクター[118]
- きものやまとECサイト 浴衣屋さん.com（2014年3月 - ）
- 第95回全国高等学校サッカー選手権大会 第12代目応援マネージャー（2016年）[10]
- 集英社 春の少女マンガフェア2017 イメージガール（2017年）[119]

### イベント
- Seventeen夏の学園祭
  - Seventeen夏の学園祭2013（2013年8月23日、パシフィコ横浜）[120]
  - Seventeen夏の学園祭2014（2014年8月21日、パシフィコ横浜）[121]
  - Seventeen夏の学園祭2015（2015年8月25日、パシフィコ横浜）[122]
  - Seventeen夏の学園祭2016（2016年8月23日、パシフィコ横浜）[123]
  - Seventeen夏の学園祭2017（2017年8月24日、パシフィコ横浜）[124]
  - Seventeen夏の学園祭2018（2018年8月23日、パシフィコ横浜）[125]
  - Seventeen夏の学園祭2019（2019年8月22日、パシフィコ横浜）[126]
  - Seventeen夏の学園祭2021（2021年8月18日、オンライン開催）[127]
- 研音ネクジェネ夏祭り（2014年8月31日、時事通信ホール）[128]
- 音夏祭〜研音ガールズイベント〜
  - （2015年8月1日・2日、クラブeX）[129]
  - （2016年8月20日・21日、クラブeX）[130]
- 超十代
  - 超十代 -ULTRA TEENS FES- 2017（2017年3月28日、幕張メッセ）[131]
  - 超十代 -ULTRA TEENS FES- 2018（2018年3月27日、幕張メッセ）[132]

## 書籍

### 雑誌
- Seventeen（2013年10月号 - 2021年9月号、集英社） - 専属モデル[7][14][15][133][134]

### 小説表紙
- ゆあ『君色。〜ベランダ越しの恋〜』（2014年11月21日、集英社ピンキー文庫） - カバーモデル[135]

### 写真集
- Karen（2016年10月5日、東京ニュース通信社）ISBN 978-4-86336-591-9[136][137]
- Karen2（2018年3月31日、東京ニュース通信社）ISBN 978-4-86336-742-5[138]
- Karen3（2019年10月9日、東京ニュース通信社）ISBN 978-4-86336-965-8[139]

### カレンダー
- 大友花恋カレンダー2018.04-2019.03（2018年2月10日、東京ニュース通信社）[140][141]

## 著書
- ハナコイノベル。（2025年1月20日、集英社オレンジ文庫）ISBN 978-4-0868-0599-5[20]

## 受賞歴
2013年
- ミスセブンティーン グランプリ

2016年
- BLOG of the year2016 優秀賞（オフィシャル部門）

2019年
- ネイルクイーン 2019

2020年
- BLOG of the year2019 ドラマ部門賞